# Pectinochromis lubbocki
Pectinochromis lubbocki is een straalvinnige vissensoort uit de familie van dwergzeebaarzen (Pseudochromidae). De wetenschappelijke naam van de soort is voor het eerst geldig gepubliceerd in 1983 door Edwards & Randall.